# Скучалов, Алексей Васильевич
Алексей Васильевич Скучалов (26.02.1913, Костромская область — 14.07.1982) — командир 76-мм орудия 19-го Краснознаменного Выборгского стрелкового полка, старший сержант — на момент представления к награждению орденом Славы 1-й степени.

## Биография
Родился 26 февраля 1913 года в деревне Погорелки Макарьевского района Костромской области. Окончил начальную школу. Работал в колхозе трактористом. В 1939 году принимал участие в освобождении западных областей Белоруссии и Украины.
22 июня 1941 года добровольно пришел в райвоенкомат в город Макарьев и ушел на фронт ещё до получения повестки. Прошел подготовку в городе Иваново, ознакомился с новой боевой техникой — 152-миллиметровой гаубицей на механической тяге. Вместе с артиллерийским полком 5 июля прибыл на фронт — под Ленинград.
Боевое крещение артиллерист Скучалов получил в боях под Малой Вишерой и Синявино. В самые тяжелые дни артиллеристы огнём прямой наводкой сдерживали натиск вражеских танков и пехоты. В июне 1942 года в бою под городом Волховом Скучалов был ранен.
Через четыре месяца, после госпиталя, он вновь вернулся на Ленинградский фронт, но уже в другую часть командиром 76-мм орудия в стрелковый полк. В этой части прошел до конца войны, участвовал в прорыве блокады Ленинграда. К январю 1944 года был награждён уже двумя медалями «За боевые заслуги».
При прорыве глубокоэшелонированной обороны немцев частями 90-й стрелковой дивизии артиллеристы батареи, в которой служил младший сержант Скучалов, оказали большую помощь. В бою за станцию Волосово его расчет подбил два вражеских бронетранспортера с пехотой и штабную машину. В руки командования попали ценные документы, которые оперативно были использованы штабом. На гимнастерке Скучалова появился орден Отечественной войны 2-й степени.
7 апреля 1944 году командир 76-мм орудия младший сержант Скучалов в бою за населенный пункт Большие Усы, умело командуя расчетом, оказал большую помощь наступающей пехоте. В критический момент, когда противники перешли в контратаку, по собственной инициативе выдвинул орудие на открытую огневую позицию и открыл огонь прямой наводкой. В этом бою расчет младшего сержанта Скучалова разбил одну пушку противника, уничтожил её прислугу и 40 немецких солдат и офицеров. Будучи ранен в бою, командир не покинул огневого рубежа и продолжал командовать расчетом. В дальнейших боях артиллерист Скучалов меткими своими выстрелами уничтожил шесть пушек — целую батарею противника. Приказом по 90-й стрелковой дивизии от 16 апреля 1944 года за боевое мастерство и мужество, проявленные в боях под Ленинградом, младший сержант Скучалов Алексей Васильевич награждён орденом Славы 3-й степени.
Летом 1944 года начались бои за освобождение Карельского перешейка. В боях за «линию Маннергейма» и при штурме города-крепости Выборг снова отличился командир 76-миллиметрового орудия старший сержант Алексей Скучалов. После выхода Финляндии из войны полк в составе дивизии был переброшен в Эстонию.
17 сентября 1944 года командир 76-мм орудия старший сержант Скучалов с расчетом при прорыве сильно укрепленной обороны немцев севернее города Тарту прямой наводкой подавил пулеметную точку противника, разрушил вражеский блиндаж, уничтожил орудие и свыше 30 вражеских солдат и офицеров. Своим огнём обеспечил продвижение нашей пехоты. Представляя меткого артиллериста к награждению орденом Славы 2-й степени, командир полка писал в наградном листе: «. На протяжении всего года орудие Скучалова двигается в боевых порядках пехоты и по ходу надобности разворачивается и уничтожает огневые точки и пехоту противника». Приказом по войскам 2-й ударной армии от 29 сентября 1944 года старший сержант Скучалов Алексей Васильевич награждён орденом Славы 2-й степени.
Ноднократно отличался артиллерист и в последующих боях завершающего периода Великой Отечественной войны.
14-15 января 1945 года в районе деревни Шведице старший сержант Скучалов обеспечивал огнём боевой участок прорыва своих подразделений. Во время артподготовки огнём из своего орудия расчет Скучалова уничтожил две стационарные пулеметные точки противника и до 15 немецких солдат и офицеров.
Указом Президиума Верховного Совета СССР от 24 марта 1945 года за исключительное мужество, отвагу и бесстрашие, проявленные в боях с вражескими захватчиками, старший сержант Скучалов Алексей Васильевич награждён орденом Славы 1-й степени. Стал полным кавалером ордена Славы.
Со своим полком дошел до центральных областей рейха, принял участие в освобождении немецких городов Грейтсвальд, Свинемюнде. День Победы старший сержант Скучалов встретил на острове Рюген, куда был выброшен морем наш десант, в составе которого были и артиллеристы. Прослужив в оккупационных войсках до зимы 1945 года, А. В. Скучалов получил отпуск домой и был демобилизован.
В 1946 году был избран председателем колхоза «Крестьянин», который возглавлял несколько лет с небольшими перерывами. Затем работал заведующим фермой, бригадиром, секретарем партийной организации, заведовал током, много лет был заместителем председателя укрупненного колхоза «Заветы Ильича».
В 1967 году, через 22 года после Победы, ветерану был вручена самая высокая награда, которой он был удостоен в конце войны — орден Славы 1-й степени.
После выхода на пенсию жил в городе Костроме. Скончался 14 июля 1982 года. Похоронен у себя на родине в деревне Стариково Макарьевского района.
Награждён орденами Отечественной войны 2-й степени, Славы 3-х степеней, медалями.